# 氷帽

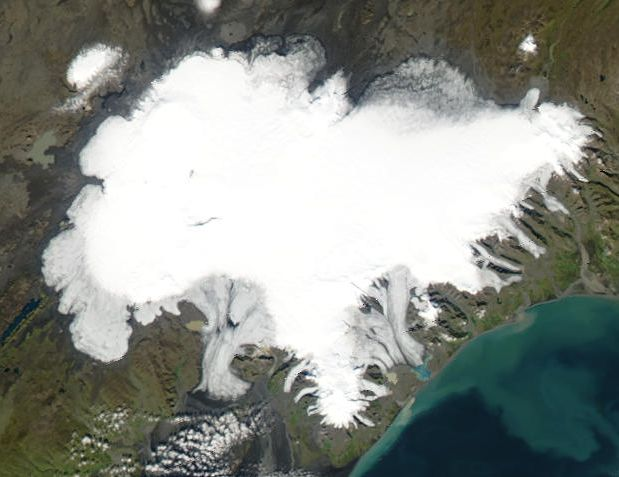
ヴァトナヨークトル氷河、アイスランド

氷帽（ひょうぼう, 英: ice cap）とは、氷冠（ひょうかん）または冠氷（かんぴょう）ともいい、陸地を覆う5万km2未満の氷河の塊のこと。陸地を覆う氷河の塊が5万km2以上にわたって広がっている場合は、氷床と呼んで区別する。
氷帽は平原に多い氷床と異なり、起伏の多い地形にも多数みられる。特に、ひとかたまりの山の山頂部から中腹にかけてを覆うように氷帽が存在していることが多い。普通、この氷帽は時間が経つにつれて、山頂を境に割れて、それぞれが山麓に向かって流出していく一方、割れて山肌が露わになった表面には新雪が積もり、新たな氷帽が形成されていく。
氷帽に覆われた地形の表面は、氷帽による変形、浸食等の氷食地形により大きな影響を受ける。五大湖をはじめとした北アメリカの多くの湖は、氷帽が後退したときに、数十万年という長い時間をかけて谷のように地形が削られた影響で形成されたと考えられている。
惑星の極地域を覆う氷のことを「極冠氷」と呼ぶことがあるが、これはマスメディアによる命名で、学術的には不正確だという主張がある（本来、5万km2以上の氷河は冠氷ではない）。

## 世界の主な氷帽
氷河の一覧（氷床含む）も参照。
ヨーロッパ
- オーストフォナ氷河（ノルウェー領 スヴァールバル諸島 ノールアウストランネ島）
- ヴァトナヨークトル氷河（アイスランド）[5][6]